# Gerard Rigby
Gerard Rigby é um ex-patinador artístico britânico, que competiu na dança no gelo. Com Barbara Thompson ele conquistou uma medalha de bronze em campeonatos mundiais e uma medalha de prata e duas de bronze em campeonatos europeus.

## Principais resultados

### Com Barbara Thompson
| Resultados         | Resultados        | Resultados       | Resultados        | Resultados    | Resultados    | Resultados    | Resultados    | Resultados    | Resultados    | Resultados    | Resultados    | Resultados    | Resultados    | Resultados    | Resultados    |  |
| Internacional      | Internacional     | Internacional    | Internacional     | Internacional | Internacional | Internacional | Internacional | Internacional | Internacional | Internacional | Internacional | Internacional | Internacional | Internacional | Internacional |  |
| Evento/Temporada   | 1955– 1956        | 1956– 1957       | 1957– 1958        |               |               |               |               |               |               |               |               |               |               |               |               |  |
| ------------------ | ----------------- | ---------------- | ----------------- | ------------- | ------------- | ------------- | ------------- | ------------- | ------------- | ------------- | ------------- | ------------- | ------------- | ------------- | ------------- |  |
| Campeonato Mundial | Medalha de bronze | 5.º              | 5.º               |               |               |               |               |               |               |               |               |               |               |               |               |  |
| Campeonato Europeu | Medalha de bronze | Medalha de prata | Medalha de bronze |               |               |               |               |               |               |               |               |               |               |               |               |  |
|                    |                   |                  |                   |               |               |               |               |               |               |               |               |               |               |               |               |  |